# Promenada Śródmiejska w Częstochowie
Promenada Śródmiejska im. Olgi Aleksandry Sipowicz - Kory – park wypoczynkowo-rekreacyjny zlokalizowany w centrum Częstochowy, w dzielnicy Trzech Wieszczów. Położony jest 0,5 km na południe od Dworca Głównego PKP i 1,6 km na południowy wschód od Jasnej Góry.

## Opis
Przez wiele lat poprzemysłowy teren o powierzchni ponad 13 tys. m² był zaniedbany. W latach 2018–2020 został zrewitalizowany w ramach miejskiego programu „Kierunek Przyjazna Częstochowa”.
Park składa się z placu wejściowego (wejście wschodnie) i placu centralnego (wejście zachodnie), które połączone są pasażem spacerowym.
W parku znajdują się m.in. urządzenia do ćwiczeń street workout, ścieżka do jazdy na wrotkach oraz plaża trawiasta z zainstalowanymi leżakami.
Od 24 czerwca 2021 promenada nosi imię Olgi Sipowicz - Kory.

## Komunikacja
Park ma bezpośredni dostęp do komunikacji miejskiej:
- wejście wschodnie – przystanek „Dworzec PKS” (autobus, tramwaj)
- wejście zachodnie – przystanek „Słowackiego” (autobus)
- wejście zachodnie – stacja rowerów miejskich „Boh. Monte Cassino/Korczaka”[1]